# ポーランドサッカー協会
ポーランドサッカー協会（ポーランドサッカーきょうかい、ポーランド語: Polski Związek Piłki Nożnej, 英語: Polish Football Association）は、ポーランドにおけるサッカーを統括する競技運営団体。略称はPZPN。国際サッカー連盟（FIFA）と欧州サッカー連盟（UEFA）に加盟している。